# Darío Bottinelli
Darío Bottinelli (ur. 26 grudnia 1986 w Buenos Aires) – argentyński piłkarz pochodzenia włoskiego występujący na pozycji ofensywnego pomocnika, obecnie zawodnik meksykańskiej Toluki. Jego brat Jonathan Bottinelli również jest piłkarzem.

## Kariera klubowa
Bottinelli pochodzi ze stołecznego Buenos Aires i jest wychowankiem akademii juniorskiej tamtejszego klubu San Lorenzo de Almagro. Do pierwszego zespołu został włączony jako osiemnastolatek przez szkoleniowca Gustavo Alfaro i w argentyńskiej Primera División zadebiutował 10 kwietnia 2005 w zremisowanym 0:0 spotkaniu z Colónem. Premierowego gola w najwyższej klasie rozgrywkowej strzelił natomiast 8 września tego samego roku w wygranej 3:2 konfrontacji z Boca Juniors. Nie potrafił jednak wywalczyć sobie miejsce w wyjściowym składzie, pełniąc wyłącznie rolę rezerwowego drużyny. W wiosennym sezonie Clausura 2007 zdobył z San Lorenzo tytuł mistrza Argentyny, lecz zanotował jedynie dwa występy, nie mieszcząc się w koncepcji trenera Ramóna Díaza. Bezpośrednio po tym udał się na wypożyczenie do ekipy Racing Club de Avellaneda, gdzie z kolei grał przez sześć miesięcy, zaledwie raz pojawiając się na boisku.
Wiosną 2008 Bottinelli za sumę 150 tysięcy dolarów odszedł do chilijskiego Universidadu Católica ze stołecznego Santiago. W chilijskiej Primera División zadebiutował 27 stycznia 2008 w wygranym 8:2 meczu z Santiago Morning, podczas którego strzelił dwa gole. Ogółem w Universidadzie spędził pół roku, będąc gwiazdą zespołu i jednym z czołowych graczy ligi chilijskiej, po czym za niecały milion dolarów zasilił meksykańską drużynę Club Atlas z siedzibą w Guadalajarze. W meksykańskiej Primera División zadebiutował 26 lipca 2008 w wygranym 5:0 pojedynku z Jaguares, natomiast po raz pierwszy wpisał się na listę strzelców 23 sierpnia tego samego roku w zremisowanym 2:2 spotkaniu z Atlante. Barwy Atlasu reprezentował jako podstawowy zawodnik, lecz bez większych sukcesów przez kolejne dwa lata, po czym na zasadzie sześciomiesięcznego wypożyczenia powrócił do Universidadu Católica (który za jego transfer wyłożył 200 tysięcy dolarów). W sezonie 2010 jako kluczowy gracz środka pola zdobył z ekipą Juana Antonio Pizziego mistrzostwo Chile.
W styczniu 2011 Bottinelli za sumę trzech milionów dolarów został zawodnikiem brazylijskiego giganta – klubu CR Flamengo z miasta Rio de Janeiro. W Campeonato Brasileiro Série A zadebiutował 21 maja 2011 w wygranej 4:0 konfrontacji z Avaí FC, kiedy to strzelił również premierową bramkę w lidze brazylijskiej. W tym samym roku wygrał z Flamengo ligę stanową – Campeonato Carioca, zaś ogółem we Flamengo grał przez dwa lata, często będąc jednak rezerwowym drużyny. W styczniu 2013 rozwiązał kontrakt z klubem, zaś niedługo potem podpisał umowę z niżej notowaną ekipą Coritiba FBC. W jej barwach spędził kilka miesięcy, nie odnosząc poważniejszych osiągnięć, po czym po raz trzeci w karierze został zawodnikiem Universidadu Católica. W wiosennym sezonie Clausura 2014 wywalczył z nim wicemistrzostwo Chile, ostatecznie grając w Universidadzie przez półtora roku.
Latem 2015 Bottinelli powrócił do Meksyku, tym razem zasilając ekipę Deportivo Toluca.
| Sezon     | Klub                      | Kraj      | Rozgrywki        | Mecze | Bramki |
| --------- | ------------------------- | --------- | ---------------- | ----- | ------ |
| 2004/2005 | San Lorenzo de Almagro    | Argentyna | Primera División | 6     | 0      |
| 2005/2006 | San Lorenzo de Almagro    | Argentyna | Primera División | 21    | 2      |
| 2006/2007 | San Lorenzo de Almagro    | Argentyna | Primera División | 9     | 0      |
| 2007/2008 | Racing Club de Avellaneda | Argentyna | Primera División | 1     | 0      |
| 2008      | CD Universidad Católica   | Chile     | Primera División | 14    | 7      |
| 2008/2009 | Club Atlas                | Meksyk    | Liga MX          | 30    | 7      |
| 2009/2010 | Club Atlas                | Meksyk    | Liga MX          | 21    | 4      |
| 2010      | CD Universidad Católica   | Chile     | Primera División | 16    | 3      |
| 2011      | CR Flamengo               | Brazylia  | Série A          | 26    | 5      |
| 2012      | CR Flamengo               | Brazylia  | Série A          | 21    | 1      |
| 2013      | Coritiba FBC              | Brazylia  | Série A          | 18    | 0      |
| 2013/2014 | CD Universidad Católica   | Chile     | Primera División | 14    | 6      |
| 2014/2015 | CD Universidad Católica   | Chile     | Primera División | 28    | 3      |
| 2015/2016 | Deportivo Toluca          | Meksyk    | Liga MX          |       |        |